# Corticaria punctulata
Corticaria punctulata is een keversoort uit de familie schimmelkevers (Latridiidae). De wetenschappelijke naam van de soort werd in 1802 gepubliceerd door Thomas Marsham.